# Ettringen (Eifel)
Ettringen ist eine Ortsgemeinde im Landkreis Mayen-Koblenz in Rheinland-Pfalz. Sie gehört der Verbandsgemeinde Vordereifel an, die ihren Verwaltungssitz in Mayen hat.

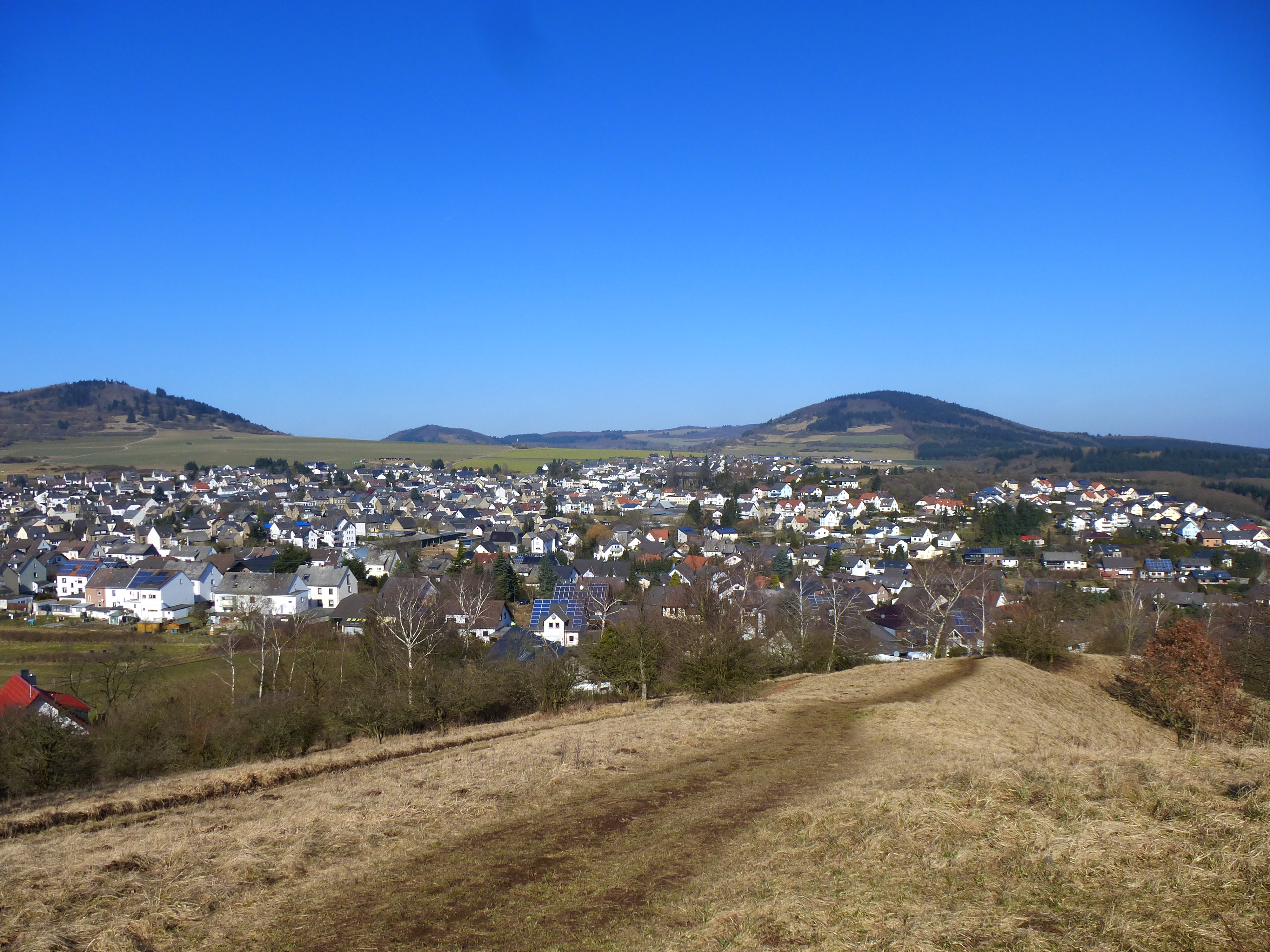
Ettringen, Blick von Südsüdost vom Bellerberg aus. Im Hintergrund (von links): Hochsimmer, Sulzbusch und Hochstein

## Geographische Lage
Die Gemeinde Ettringen liegt am Ostrand der Hohen Eifel rund drei Kilometer (Luftlinie) nordöstlich von Mayen. Sie liegt zwischen den Bergen Hochsimmer (587,9 m ü. NHN) im Westnordwesten, Hochstein (562,5 m ü. NHN) im Norden und Ettringer Bellerberg (auch: „Ettringer Bellberg“; 427,5 m ü. NHN) im Süden.
Auf dem Ettringer Hausberg Hochsimmer steht der Aussichtsturm Hochsimmerturm, von dem bei passendem Wetter unter anderem auch der Kölner Dom zu sehen ist. Der Hochstein ist durch die sagenumwobene Hochsteinhöhle bekannt. Der Bellerberg ist wegen seiner Kraterlandschaft sehenswert.
Zu Ettringen gehören auch die Wohnplätze Brachems-Mühle und Nettemühle.

## Geologie
Ettringit, ein Mineral vulkanischen Ursprungs, ist nach seinem Fundort Ettringen benannt.  Ettringen ist der einzige Ort in Deutschland, an dem das Mineral Kinoshitalith bislang gefunden wurde.

## Geschichte
- Bodenfunde weisen auf eine Besiedlung bis in die Zeit der Römer und Kelten zurück.
- 1189 wird Ettringen erstmals erwähnt, und zwar im Zusammenhang mit einem Heinrich von Ethrich (Ettringen), einem der Vögte des Hofs Brodenheim (in einer Urkunde des Kölner Erzbischofs Philipp I. von Heinsberg betreffend einen Vertrag des Abtes Heinrich von St. Pantaleon in Köln mit den Vögten dieses Hofes).
- 1366 wird erstmals urkundlich ein Pfarrer von Ettringen, nämlich Pfarrer Winand, genannt.
- Im Mittelalter war Ettringen eines von 14 Dörfern der Pellenz
- Mitte des 19. Jahrhunderts entwickelte sich Erzbergbau und Steinindustrie (Basaltlava und Tuffstein).

## Politik

### Gemeinderat
Der Gemeinderat in Ettringen besteht aus 20 Ratsmitgliedern, die bei der Kommunalwahl am 9. Juni 2024 in einer personalisierten Verhältniswahl gewählt wurden, und dem ehrenamtlichen Ortsbürgermeister als Vorsitzendem.
Die Sitzverteilung im Gemeinderat:
| Wahl | SPD | CDU | FWM3 a | Gesamt   |
| ---- | --- | --- | ------ | -------- |
| 2024 | –   | 13  | 7      | 20 Sitze |
| 2019 | –   | 20  | –      | 20 Sitze |
| 2014 | 8   | 12  | –      | 20 Sitze |
| 2009 | 9   | 11  | –      | 20 Sitze |
| 2004 | 9   | 11  | –      | 20 Sitze |

### Bürgermeister
Alexander Weber (CDU) wurde am 3. Juli 2024 Ortsbürgermeister von Ettringen. Bei der Direktwahl am 9. Juni 2024 war er als einzige Bewerber mit einem Stimmenanteil von 80,0 % gewählt worden.
Webers Vorgänger Werner Spitzley (CDU) hatte das Amt von 2009 bis 2024 inne.

### Partnergemeinden
- die namensgleiche Gemeinde Ettringen im Landkreis Unterallgäu, seit 1973[9]
- Dornes im Département Nièvre (Frankreich), seit 1966

## Sehenswürdigkeiten
- Basaltlava-Grubenfelder und Tuffsteingruben an der Landesstraße „L 82“.
- Die Historische Lay, auch Ettringer Lay, wo vor 200.000 Jahren sich einer der drei Lavaströme des Vulkans Bellerberg abgelagert hat, ist in das Vulkanpark-Projekt des Landkreises Mayen-Koblenz aufgenommen worden. Zu sehen sind bis zu 30 m tiefe Abbaugruben (Lay), Basaltsäulen und alte Elektrokräne (Layenkräne). Die Basaltwände werden von Kletterern (Bergsteigern) genutzt; eine Sektion des Deutschen Alpenvereins betreut das Gelände.
- Aussichtsturm Hochsimmerturm auf dem Hausberg Hochsimmer

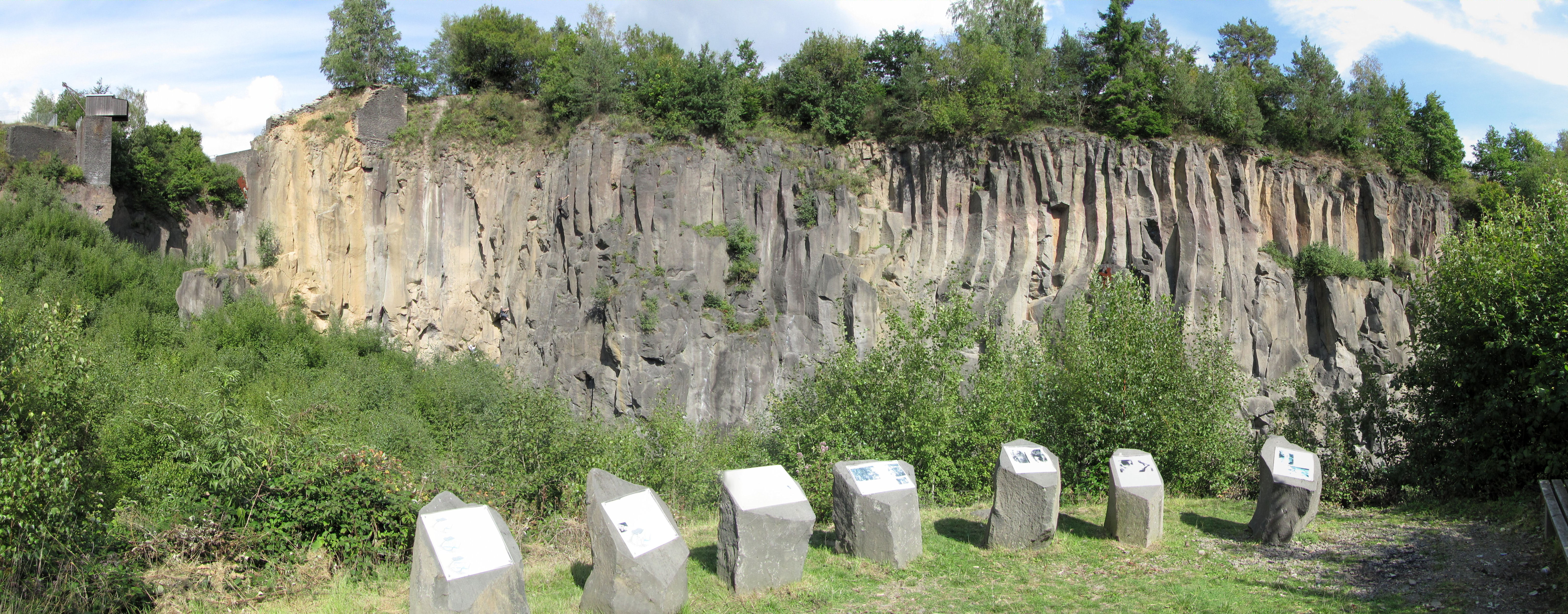
Basaltwand in der Ettringer Lay
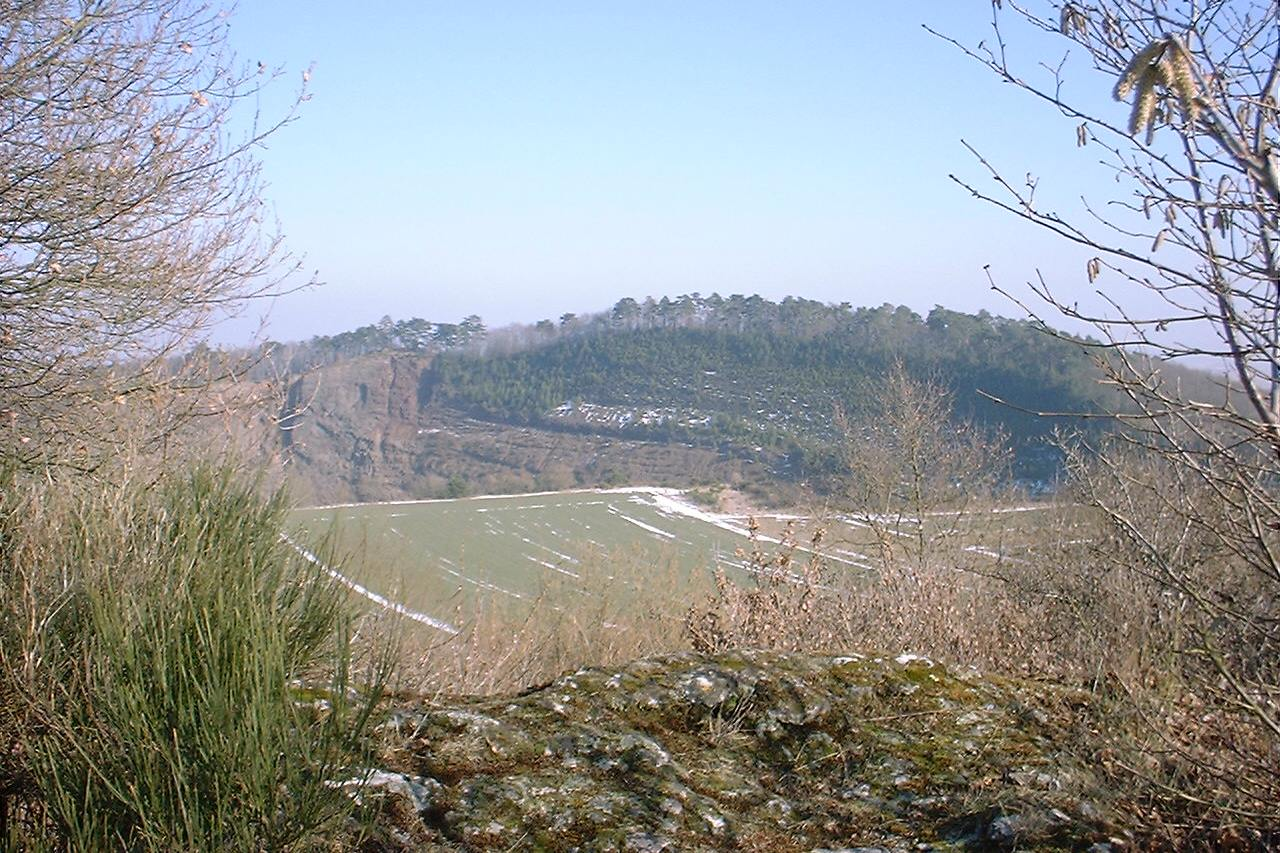
Ausblick vom Ettringer Bellerberg
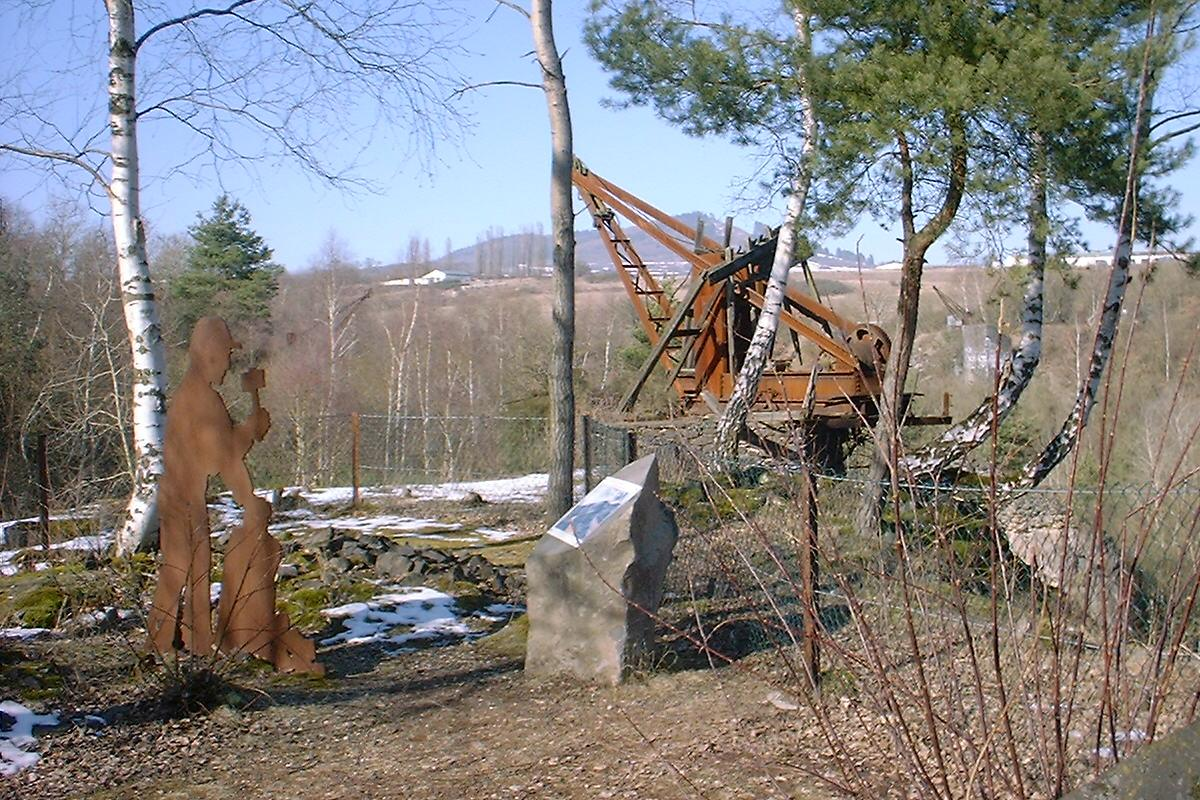
Layenkräne an der Ettringer Lay
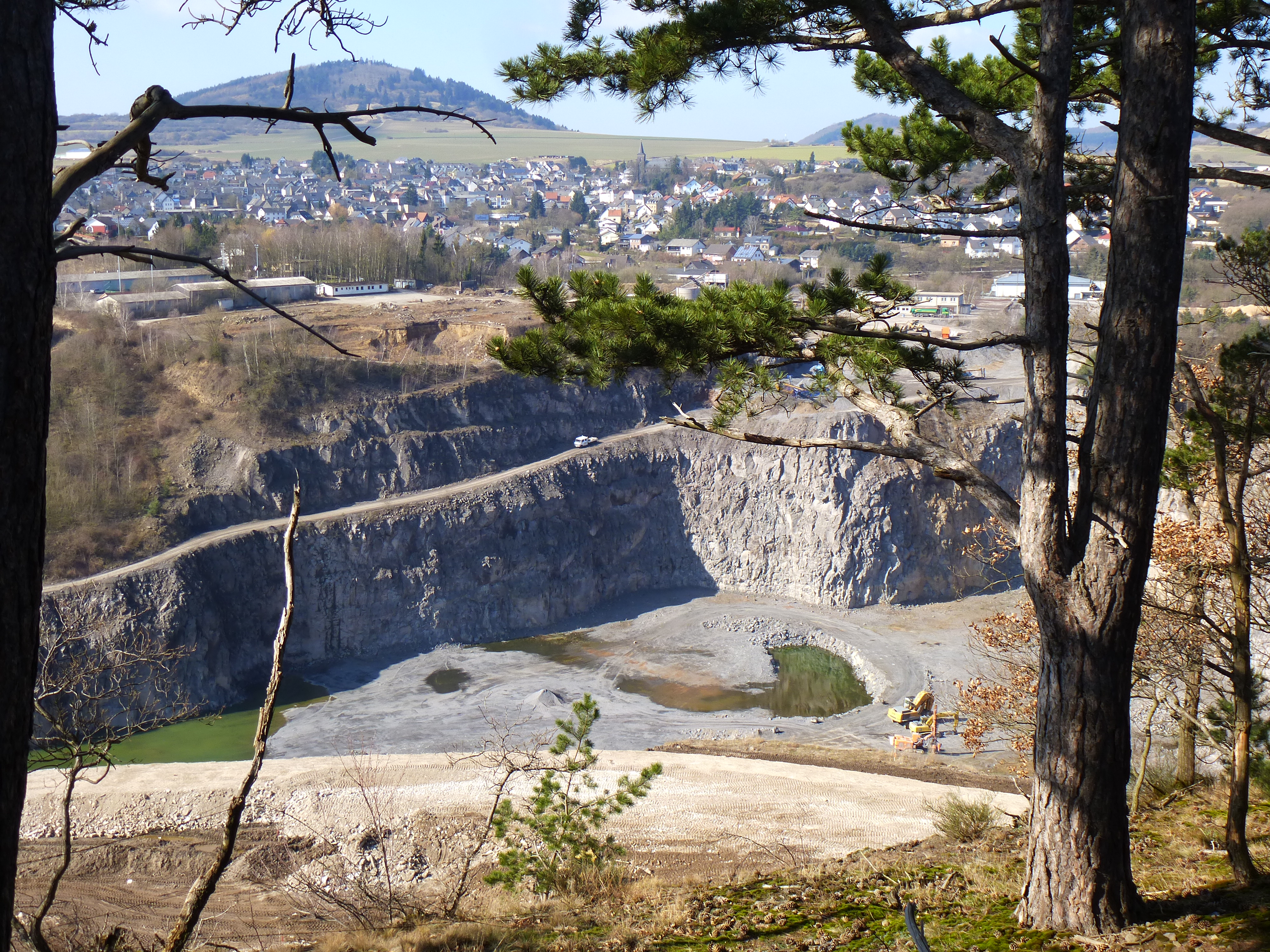
Blick in den Basaltabbau Casper am Bellerberg, dahinter Ettringen und der Hochsimmer
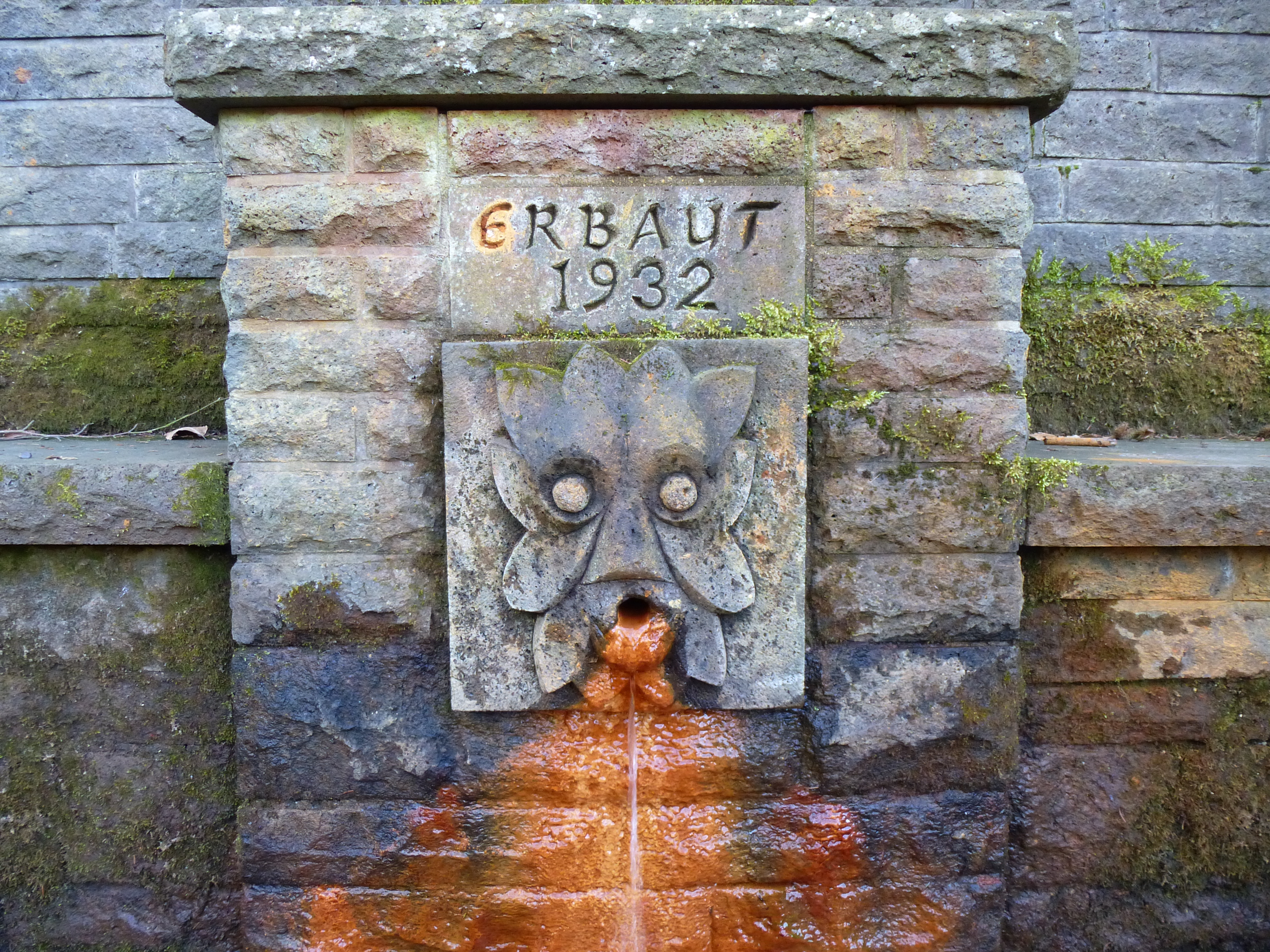
Ettringer Hartborn-Quelle

## Persönlichkeiten
- Alfons Lauermann (1924–1991), Politiker und Landtagsabgeordneter der CDU